# Sylvie Payette
 (avril 2013).
Si vous disposez d'ouvrages ou d'articles de référence ou si vous connaissez des sites web de qualité traitant du thème abordé ici, merci de compléter l'article en donnant les références utiles à sa vérifiabilité et en les liant à la section « Notes et références ».
Pour les articles homonymes, voir Payette.
Sylvie Payette, née le 30 juin 1958 à Montréal, elle a passé son enfance à Paris, et est une scénariste de télévision, animatrice de radio et romancière québécoise. Elle est mariée à Paul Renouf depuis 1985 et est la mère de Flavie Payette-Renouf, née en 1988. Elle est la scénariste de la célèbre série de télévision Chambres en ville de 1989 à 1996 qui a rejoint près de trois millions de téléspectateurs.

## Biographie
Fille de Lise Payette (politicienne, animatrice et journaliste) et d’André Payette (journaliste), elle est la benjamine de la famille. Elle a un frère, Daniel Payette (avocat), et une sœur, Dominique Payette (journaliste).
Sa famille quitte le Québec pour Paris, où André Payette a été nommé directeur de Radio-Canada, en janvier 1959. Elle fréquente l’école Saint-André-des-Arts. La famille est de retour à Montréal en 1964. Elle poursuit ses études à l’école Marie-de-France, puis à l’Académie Saint-Germain, et fait des études secondaires à l'école secondaire Pierre-Laporte. Ensuite, elle ira au cégep Lionel-Groulx en décors et costumes de l’Option théâtre. Elle poursuivra dans le maquillage de scène, puis de télévision.
Maquilleuse pendant huit ans, elle est au générique de plusieurs émissions, telles  Samedi de rire, Parler pour parler et  Napoléon Lama. Elle a commencé à écrire dès l’âge dix ans. Malgré un problème de concentration qui lui cause des problèmes d’orthographe, elle est remarquée par ses professeurs pour la qualité de son travail et son imagination. Elle poursuit l’écriture et rejoint sa mère, Lise Payette, en tant que collaboratrice au téléroman La Bonne Aventure, présenté à Radio-Canada. Elle est officiellement collaboratrice au scénario sur l’émission Des Dames de Cœur et elle participe à l’émission quotidienne Marylin.
Dès 1988 elle commence l’écriture de son propre projet Chambres en ville présenté à TVA, dans laquelle débuteront Anne Dorval, Gregory Charles et Patricia Paquin, notamment. En 1996 elle coanime l’émission Un air de famille à la radio de Radio-Canada. De 1998 à 2000, elle écrit La Part des Anges, présenté à Radio-Canada pendant deux années. De 2000 à 2010, elle travaille sur des projets en développement, comme Code d'honneur, Terra Mater,  Humbria, Boomerang et à titre d’auteur-conseil sur différentes séries.
En 2008, elle  participe au livre Douze héros parmi nous. En 2009 et 2010, elle est auteur-conseil auprès d'une équipe des Premières Nations pour la série Shaputuan diffusé à l'APTN. En 2010, elle commence la rédaction de son premier roman Chambres en Ville, la suite chez Charron Éditeur. En 2011, elle débute l’écriture de la populaire série Savannah, douze romans pour les jeunes adultes publiés d’abord avec les Éditions de la Semaine et par la suite chez Recto-Verso. En 2014, la sortie du roman Petit déjeuner compris. En 2015, le roman Sous le vent toujours chez le même éditeur, reçoit d'excellentes critiques à son tour. 2016, le livre Été, faisant partie d'un collectif qui a pour titre, Les quatre saisons. Le roman Les choix de Lola, la suite du livre Chambres en Ville, fait une sortie remarquée. Elle poursuit avec 9 tomes de la série Nellie, qui sera traduite en polonais et recevra d'excellentes critiques. Il y a pour l'instant six réimpressions. Le Serment et Alizée suivent dans la même lignée, chez les éditions Québec-Amérique. En même temps, elle ajoute les plus jeunes à sa liste de livres avec Zombinette qui s'adresse aux lecteurs débutants, chez Dominique et Cie. L'auteure est très populaire auprès des lecteurs de 13 à 25 ans. 

## Filmographie
TÉLÉVISION:
Collaboration au scénario de :
. La Bonne Aventure, 
. Des dames de cœur
. Marilyn
. Un signe de Feu
. Super Mamies
. Terra Mater
.Ombre et  lumière
Auteur conseil:
- Shaputuan APTN
- Mon Boss
IDÉATRICE, SCENARISTE, DIALOGUE:
- 1989 - 1996 : Chambres en ville (auteur)
- 1995 Les pieds dans les plats (émission de service)
- 1998 - 2000 : La Part des Anges (auteur)
- 2001 : Allegra TVA
- 2002 : Boomerang projet de quotidienne, R-C
- 2008-2010: Humbria
- 2012: Les enfants Rois
- 2016: Code d'honneur
- 2020: Nellie, la série,
- 2022: Chambres en Ville, la suite,
- 2022: Androïde,
- 2023: La Cible,

## Publications
- 2010 : Chambres en Ville, la suite, Charron Éditeur
- 2014 : Petit déjeuner compris, Éditions Recto-Verso
- 2015 : Sous le vent, Éditions Recto-Verso
- 2016 : L'Été, Éditions recto-Verso
- 2016 : Les choix de Lola, Charron Éditeur
- 2016 : Le bal des zombis, série lZombinette, Dominique et cie
- 2017: Le piège à Zombis, série Zombinette, Dominique et cie
- 2017: Le ZIP à Zombi, série Zombinette, Dominique et cie
- 2017: Le Zombi de Noël, série Zombinette, Dominique et cie
- 2011-2016 : Savannah, Éditions Recto-Verso
  - Tome 1 : En plein cœur
  - Tome 2 : Ne pars pas
  - Tome 3 : En péril
  - Tome 4 : Le feu sacré
  - Tome 5 : Aucun répit
  - Tome 6 : Le secret d’Isis
  - Tome 7 : La clé des mystères
  - Tome 8 : Retour aux sources
  - Tome 9 : Le talisman oublié
  - Tome 10 : En terres inconnues
  - Tome 11 : La malédiction d'Osiris
  - Tome 12 : Le trésor d'Arcadie
- 2017-2021: Nellie,
  - Tome 1 - Adaptation, Éditions Québec Amérique
  - tome 2 - Protection, Éditions Québec Amérique
  - tome 3 - Réalité, Éditions Québec Amérique
  - tome 4- Conspiration, Éditions Québec Amérique
  - tome 5- Trahisons, Québec-Amérique
  - tome 6- Révolution, Québec-Amérique
  - Tome 7- Nellie et Joon Pyo Québec Amérique
  - Tome 8- Nellie et Logan Québec Amérique
  - Tome 9- Nellie et Armand Québec Amérique
- 2018-2021: L'Aigle de feu
  - Tome 1; L'appel des djinns, Éditions Héritage
  - Tome 2; L'éveil des ombres, Éditions Héritage
- 2019- 2021: Le Serment
  - Tome 1: Lotus, Éditions Québec-Amérique
  - Tome 2: Karma, Éditions Québec-Amérique
  - Tome 3: Samsara, Éditions Québec-Amérique
- 2022: Ce livre sera brûlé, Québec-Amérique
- 2023:2024 Alizée
  - Tome 1: L'été sans fin, Éditions Québec-Amérique
  - Tome 2: L'odeur de la pluie, Éditions Québec-Amérique
  - Tome 3: La brise porte ton nom, Éditions Québec-Amérique
- 2024 Cassie,
  - Tome 1 l'École des princesses Boomerang
- 2025
- Ma nuit avec Dracula Andara
- La culture du poivron LER éditeur
- 2026
- tome 2 et 3 de Cassie
- Une bouée à la mer LER éditeur

PRIX:
ALIZÉE, Tome 1: L'été sans fin. Gagnant du prix des univers parallèle, remis par les lecteurs des écoles secondaire du Québec,  avril 2025.
Prix meilleur série pour Des Dames de Coeur
Prix Pro-Can pour Chambres en Ville
Plusieurs nominations aux Gémeaux pour  Des Dames de Coeur, Chambres en VIlle, La part des anges, Les pieds dans les plats.